# Colina (São Paulo)
Colina é um município brasileiro do estado de São Paulo. Localiza-se a uma distância de 405 km da capital estadual, São Paulo, e a 685 km da capital federal, Brasília. Sua população estimada em 2019 era de 21.013 habitantes.
Colina é conhecida como a Capital Nacional do Cavalo, abrigando um grande centro de pesquisa de equinos chamado de Estação Experimental de Zootecnia (atualmente, a unidade de pesquisa científica rural Agência Paulista de Tecnologia dos Agronegócios/APTA Regional de Colina)
e famosa pela sua tradicional Festa do Cavalo que se realiza todos os anos no mês de julho.

## História
| Antes de falar sobre a grande história dessa cidade, uma de suas grandes contribuições ao país foi pela referência ao futebol amador durante os anos 50-60-70. Com grandes craques como Renatinho(Ele), Durval Tiririca, Pupi o Príncipe, e outros nomes, o Tigre do Vale marcou grande época sendo o maior clube amador da várzea paulistana, alçando ainda voos mais altos desfilando seu futebol contra clubes profissionais da época. Um orgulho da cidade e que seja eternizado em sua história. Viva o Colina Atlético! O nascimento de Colina deve-se à iniciativa do Coronel José Venâncio Dias, que era o proprietário de terras que deram origem ao município, denominadas Fazenda Colina. A Fazenda Colina era constituída de três partes: Baixada – atual centro da cidade, Baixadinha – que inclui parte do Bairro Cemitério e Cabaças onde está hoje localizado o Pólo Regional de Desenvolvimento dos Agronegócios da Alta Mogiana. No dia 7 de fevereiro de 1917 foi criado o Distrito de Paz de Colina. O município fora criado pela Lei Estadual nº 2096, de 24 de dezembro de 1925, foi instalado no dia 21 de abril de 1926, data esta, considerada de emancipação político-administrativa. A cidade compreende um território de 424 km² de área que faz divisa com os municípios de Barretos, Jaborandi, Terra Roxa, Bebedouro, Monte Azul Paulista e Severínia. Além do Coronel José Venâncio Dias, são também fundadores: Luciano de Mello Nogueira e Antonio Junqueira Franco, porém a estes, deve-se acrescentar os nomes das demais fazendeiros do município – do Turvo, Onça, Consulta, Retirinho, Cava e etc., que prestigiaram com apoio e confiança, as decisões dos 3 primeiros. Nos anos anteriores a 1926, a história de Colina foi uma verdadeira luta de desbravamento promovida pelas primeiras famílias que aqui chegaram no final do século XIX, por volta do ano de 1900. A Companhia Paulista de Estradas de Ferro já havia estendido seus trilhos até Bebedouro e dependia de verba para aquisição do leito ferroviário até Barretos. Foi aí, que entrou em cena o Coronel José Venâncio Dias que foi até Campinas e em reunião com os diretores da Ferrovia, ofereceu, gratuitamente, a faixa de terras necessária ao empreendimento. Diante da oferta, um dos diretores perguntou: O que espera o Coronel ganhar com essa doação? José Venâncio respondeu: “Desejo ouvir o apito de um trem; anúncio sonoro do progresso para toda nossa região”. A terra foi doada e em 1905, José Venâncio Dias, sentado à varanda de sua fazenda, ouvia apitar o primeiro trem com destino à Barretos. A cidade de Colina se expandiu graças à cultura do café, que aos poucos foi dando lugar à pecuária e lavouras diversas. Hoje o grande atrativo é o cavalo, que a tornou conhecida em todo o Brasil como “Capital Nacional do Cavalo”, em virtude da criação de cavalos em propriedades particulares e no Pólo Regional de Desenvolvimento Tecnológico dos Agronegócios, destinados à Cavalaria 9 de Julho , no município e das equipes de Pólo reconhecidas internacionalmente e a prática do hipismo que levou à formação de vários cavaleiros olímpicos representando o Brasil em eventos internacionais e nacionais. |

## Geografia
Possui uma área de 422,303 km².

### Demografia
Dados do Censo - 2010
População Total: 17.371
- Urbana: 16.223
- Rural: 1.148
  - Homens: 8.626
  - Mulheres: 8.745

Densidade demográfica (hab./km²): 39,31
Mortalidade infantil até 1 ano (por mil): 7,20
Expectativa de vida (anos): 76,71
Taxa de fecundidade (filhos por mulher): 2,42
Taxa de Alfabetização: 94,13%
Índice de Desenvolvimento Humano (IDH-M): 0,757
- IDH-M Renda: 0,720
- IDH-M Longevidade: 0,845
- IDH-M Educação: 0,712

(Fonte: PNUD/2010)

### Hidrografia
- Ribeirão Turvo
- Ribeirão das Palmeiras

### Rodovias
- SP-326
- SP-373

## Infraestrutura

### Comunicações
O sistema de telefones automáticos foi inaugurado na cidade em 1977 pela Telecomunicações de São Paulo (TELESP), que também implantou o sistema de discagem direta à distância (DDD) em 1978 com o código de área (0173). Anteriormente a cidade era atendida pela Companhia Telefônica Brasileira (CTB).
Na década de 90 o código DDD da cidade foi alterado para (017), para padronização do sistema telefônico com a telefonia celular que estava sendo implantada em todo o estado.

## Administração
- Prefeito:  Diab Taha (2017-2024)
- Vice-prefeito:  Sergio Campanholi
- Presidente da câmara:  Marco Aurélio Moralles (2019/2020)

## Religião
O Cristianismo se faz presente na cidade da seguinte forma:
Igreja Católica 
| Diocese             | Paróquia |
| ------------------- | -------- |
| Diocese de Barretos | São José |

A paróquia São José foi criada no ano de 1918.

### Igrejas Evangélicas
Entre as igrejas protestantes históricas, pentecostais e neopentecostais, encontram-se na cidade:
- Assembleia de Deus Ministério do Belém.[13][14]
- Congregação Cristã no Brasil.[15]
- Testemunhas de Jeová
- Adventistas do Sétimo Dia